# Bernau (Selva Negra)
Bernau es un municipio de 1.905 habitantes y una superficie total de 3.805 ha que está ubicado en un alto valle de una longitud de 8 km a una altura de entre 855 m y 1.415 m en la Selva Negra Meridional en el distrito de Waldshut en el sur de Baden-Wurtemberg, Alemania.